# Döbröce
Döbröce è un comune dell'Ungheria di 92 abitanti (dati 2004). È situato nella contea di Zala.